# 群馬県立藤岡特別支援学校
群馬県立藤岡特別支援学校（ぐんまけんりつ ふじおかとくべつしえんがっこう）は、群馬県藤岡市本郷にある公立特別支援学校。知的障害児童・生徒を教育対象とする。一部、肢体不自由を併せ持つ児童・生徒、医療的ケアを必要とする児童・生徒も受け入れている。

## 沿革
- 2014年（平成26年） - 群馬県立みやま養護学校藤岡分校として開校。藤岡多野地区及び高崎市在住の児童生徒を対象とする。小学部と中学部を設置する。
- 2015年（平成27年） - 群馬県立藤岡特別支援学校として単独校化。
- 2018年（平成30年） - 高等部を設置する。
- 2020年（令和 2年） - 高等部校舎完成。[1]

## 学部
- 小学部
- 中学部
- 高等部

## 学校周辺
- 庚申山総合公園
- みかぼみらい館
- 神流川
- 藤武橋 (神流川)
- 国道254号